# Odontopera clausa
Odontopera clausa là một loài bướm đêm trong họ Geometridae.